# رود شین (ایچی)
رود شین (به لاتین: Shin River) یک رود در ژاپن است که در منطقه چوبو واقع شده‌است.